# Joan Veijer
Joan Veijer (Staphorst, 28 februari 1976) is een Nederlands motorsportcoureur die op internationaal niveau opereert.
Veijer startte zijn carrière in 1991 in de sportklasse, waar hij tot 1995 in zou blijven rijden. Vanaf 1996 reed hij in de formuleklasse en in 2002 heeft hij deelgenomen aan enkele KNMV-Cup races om daarna de overstap te maken naar het ONK.
Van 2003 tot en met 2008 was hij vaste deelnemer aan het ONK Supersport. Sinds 2008 neemt hij deel aan het ONK Superbike. Hij rijdt op een Ten Kate Honda uit Nieuwleusen voor Duntep Racing.
Hij reed onder andere op de circuits van Hockenheim en  Oschersleben (Duitsland) en Assen.

## Behaalde resultaten
- 2000 - derde plaats formuleklasse
- 2001 - tweede plaats formuleklasse
- 2002 - tweede plaats formuleklasse
- 2004 - negende plaats ONK - Supersport
- 2005 - vierde plaats ONK - Supersport
- 2006 - tweede plaats ONK - Supersport
- 2007 - tweede plaats ONK - Supersport
- 2008 - winnaar in de Supersport 600 tijdens de ONK op het TT-circuit van Assen.
- 2008 - vijfde plaats ONK - Supersport
- 2008 - achtste plaats ONK - Superbike